# Čimelice
Čimelice (en allemand : Čimelitz ou Tschimelitz) est une commune du district de Písek, dans la région de Bohême-du-Sud, en République tchèque. Sa population s'élevait à 966 habitants en 2020.

## Géographie
Čimelice se trouve à 20 km au nord-ouest de Písek, à 63 km au nord-ouest de Ceské Budejovice et à 73 km au sud-ouest de Prague.
La commune est limitée par Nerestce au nord, par Králova Lhota et Nevězice à l'est, par Smetanova Lhota au sud-est et au sud, et par Rakovice à l'ouest.

## Histoire
La première mention du village remonte au tout début du XVe siècle. Le 12 mai 1945 y fut signée la reddition des derniers vestiges de l'armée allemande, marquant la fin de la Seconde Guerre mondiale en Europe.

## Transports
Par la route, Čimelice se trouve à 18,5 km de Blatná, à 23,5 km de Písek, à 74 km de České Budějovice et à 107 km de Prague.

## Honneur
L'astéroïde (215841) Čimelice porte son nom.